# デビッド・ベイチュ
デビッド・ベイチュ（David Ernest Bache、1925年6月14日 - 1994年11月26日）は、英国のカーデザイナーである。彼は主にローバー車をデザインした。

## 経歴
ベイチュはウスターシャーでアストン・ヴィラFCで活躍したサッカー選手ジョー・ベイチュの息子として生まれた。1948年に彼はオースチンに実務修習生として入社し、1954年にローバーのデザイン室に移籍した。ベイチュはローバー・P4の1部を担当した後で最初に一切を任された作品はローバー・P5であった。
1981年にベイチュは後にブリティッシュ・レイランドとなる会社を退社し、自身のデザイン会社のデビッド・ベイチュ アソシエーツを設立した。彼の息の長い作品はランドローバーである。ベイチュは1958年にランドローバー・シリーズIIをデザインした。（1948年のオリジナルモデルには「スタイリングデザイン」と呼べるようなものは無かった）
このデザインは（細部に多少の変更はあったが）現在のランドローバー・ディフェンダーでも使われている。

## 代表作品
- ローバー・P5（1958年）
- ランドローバー・シリーズII（1958年）
- ローバー・P6（1963年）
- Rover-BRM ガスタービンカー　ウィリアム・タウンズと共作（1964年）
- 初代 レンジローバー（1970年）
- ローバー・SD1（1976年）
- オースチン・マエストロ（1983年）

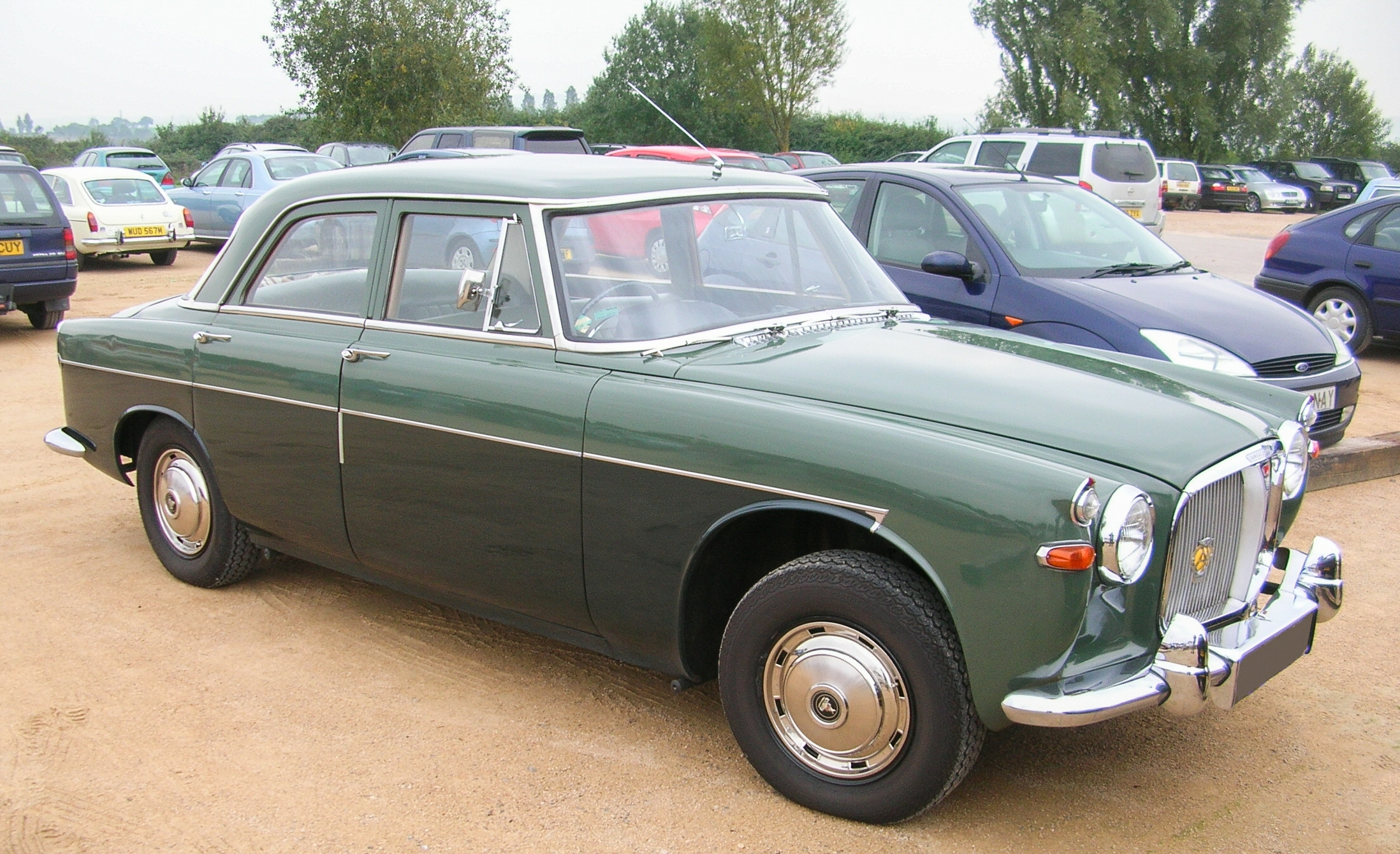
ローバー・P5 セダン
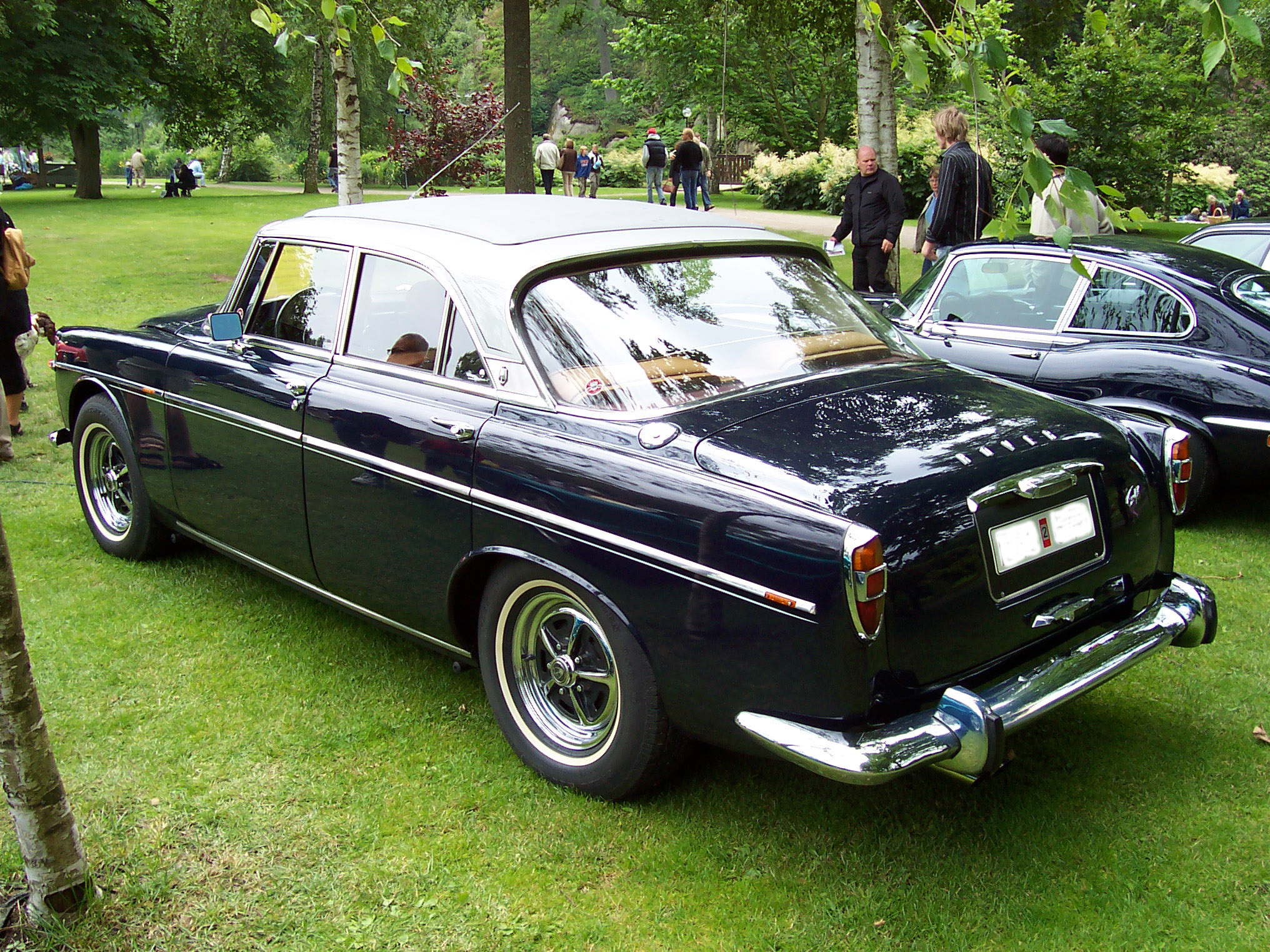
ローバー・P5 クーペ
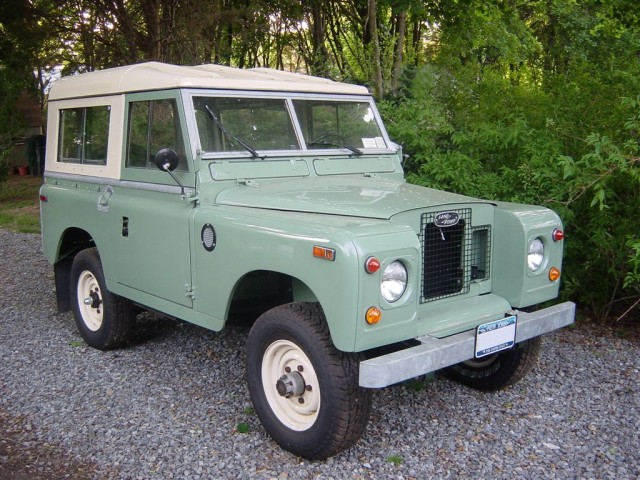
ランドローバー・シリーズIIA
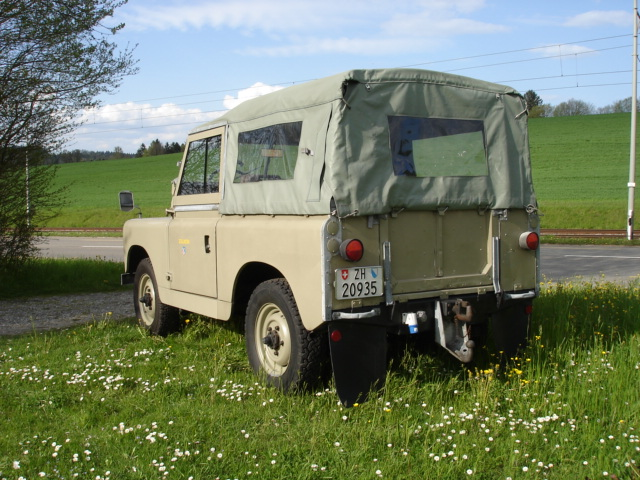
ランドローバー・シリーズIIA
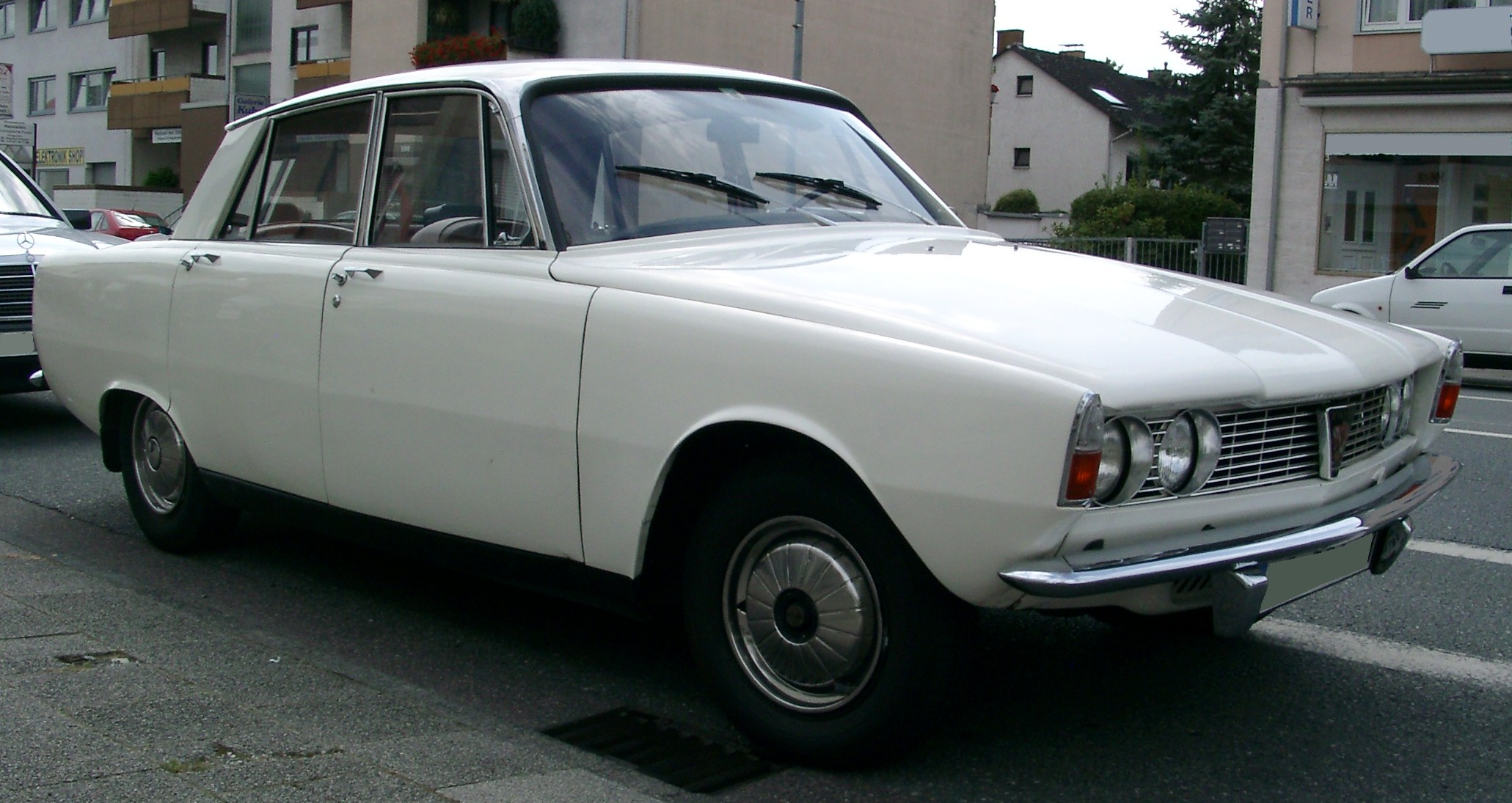
ローバー・P6
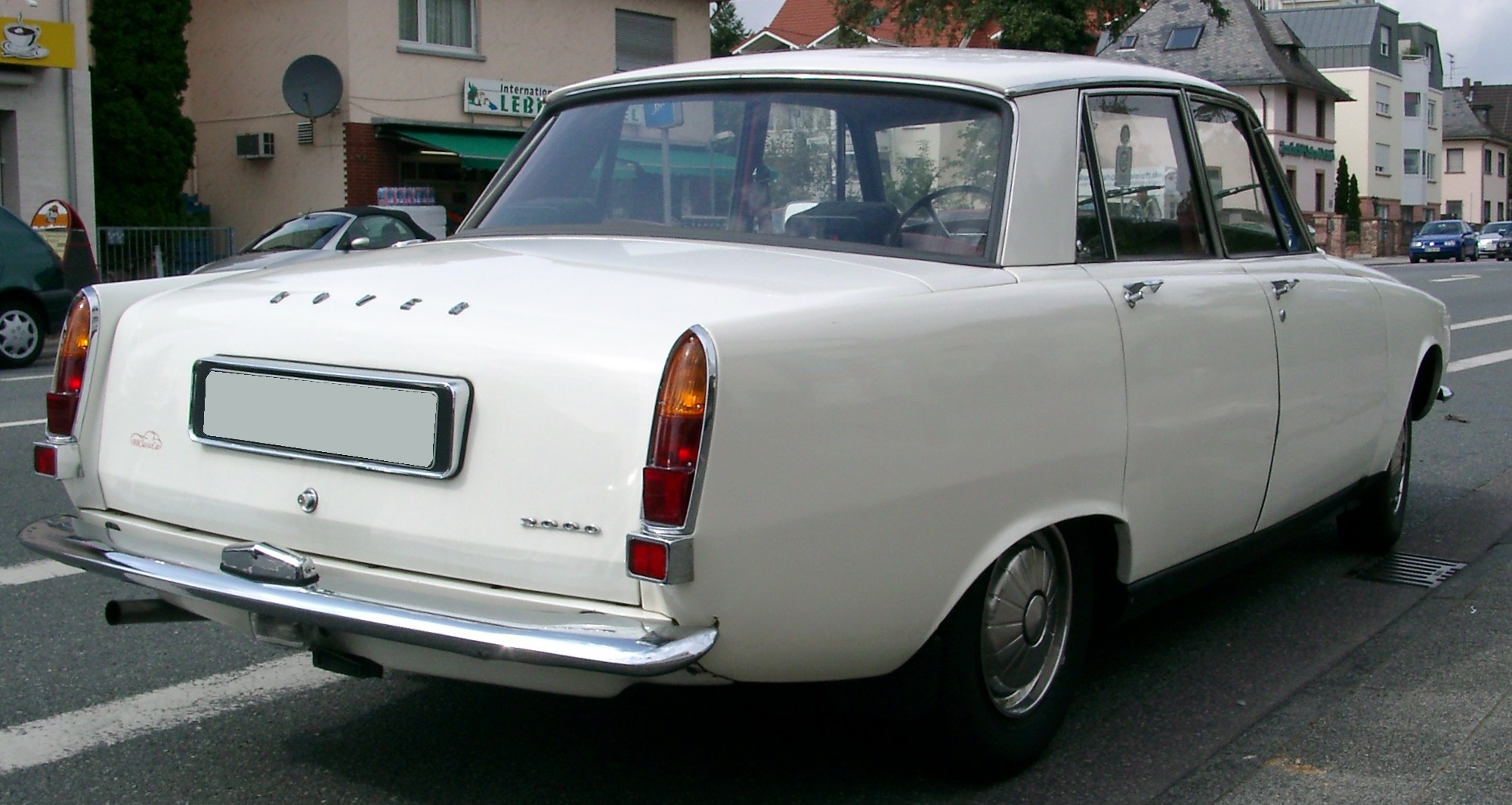
ローバー・P6
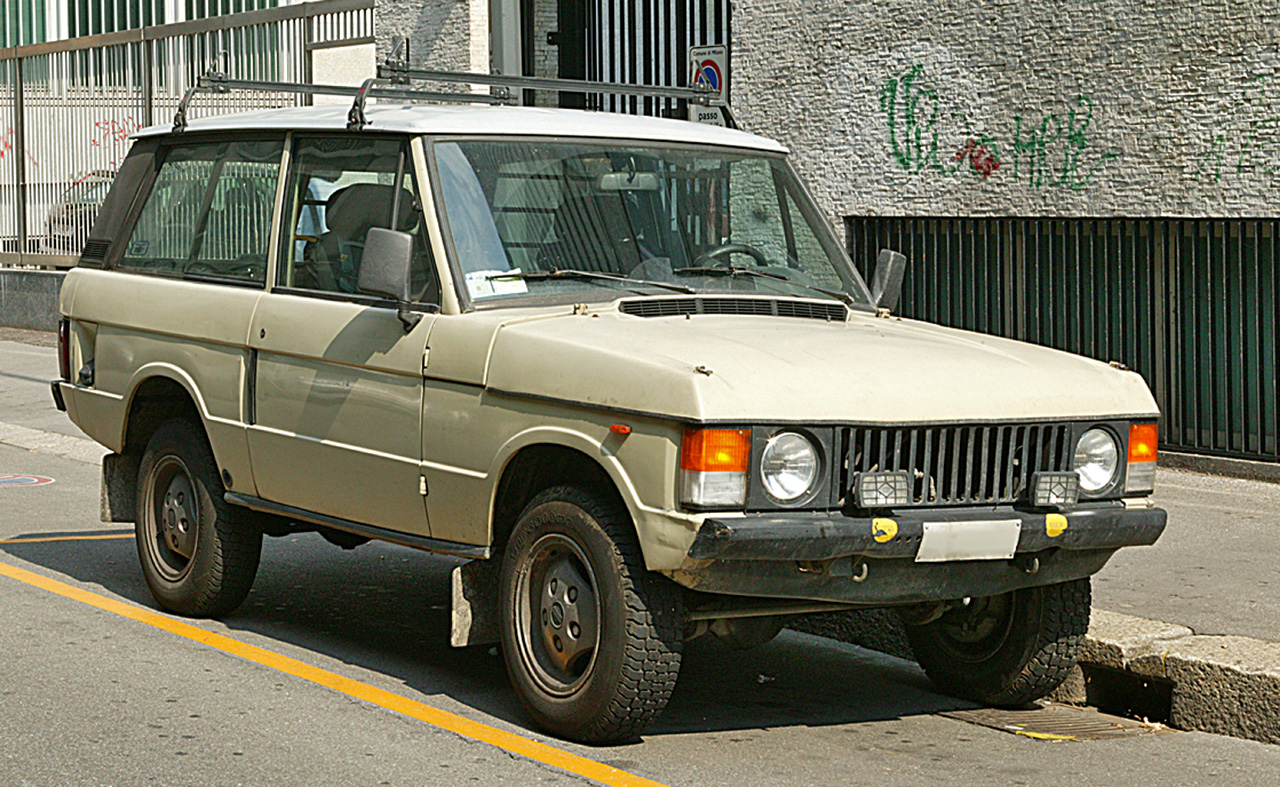
初代 レンジローバー
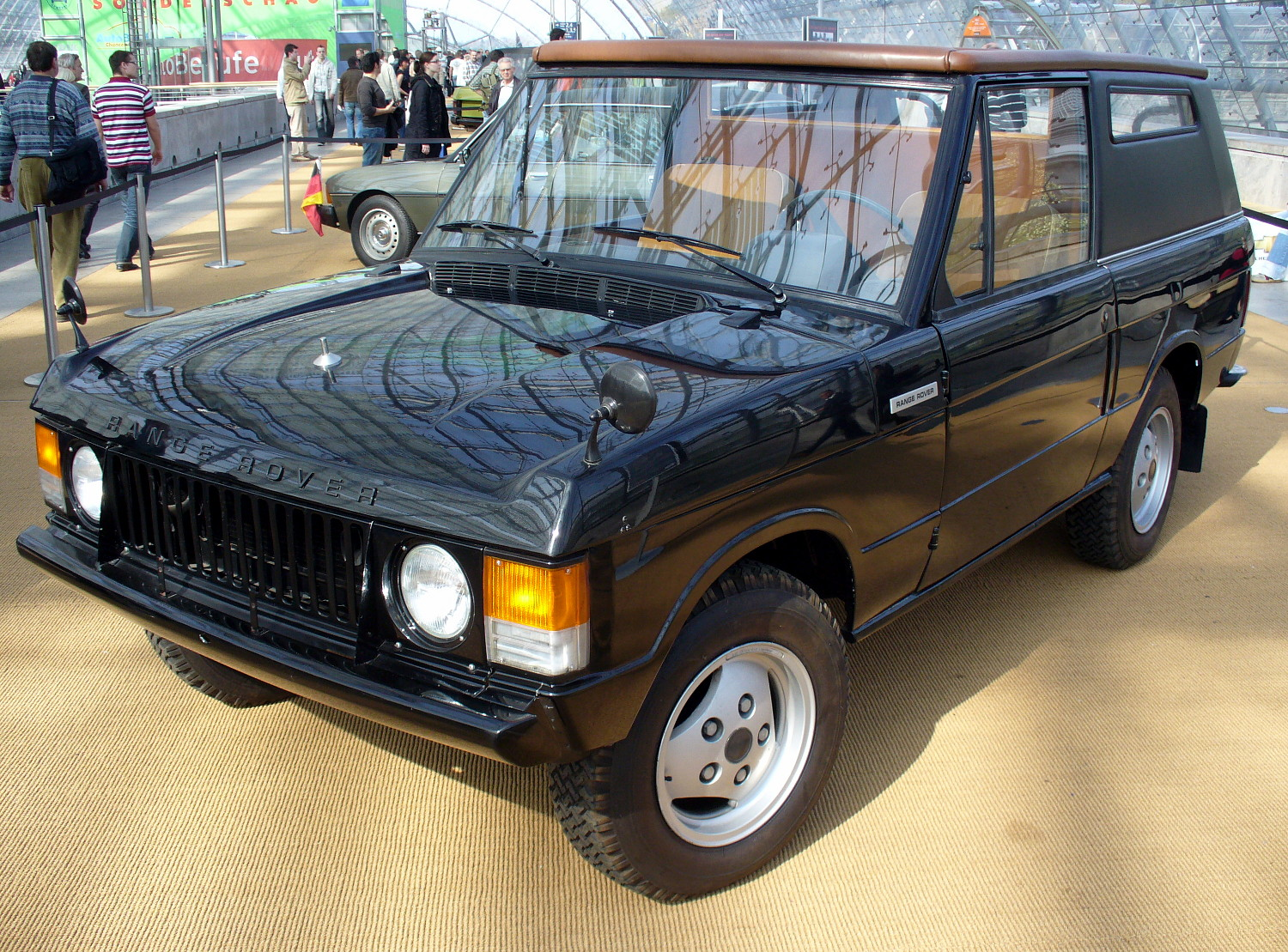
初代 レンジローバー
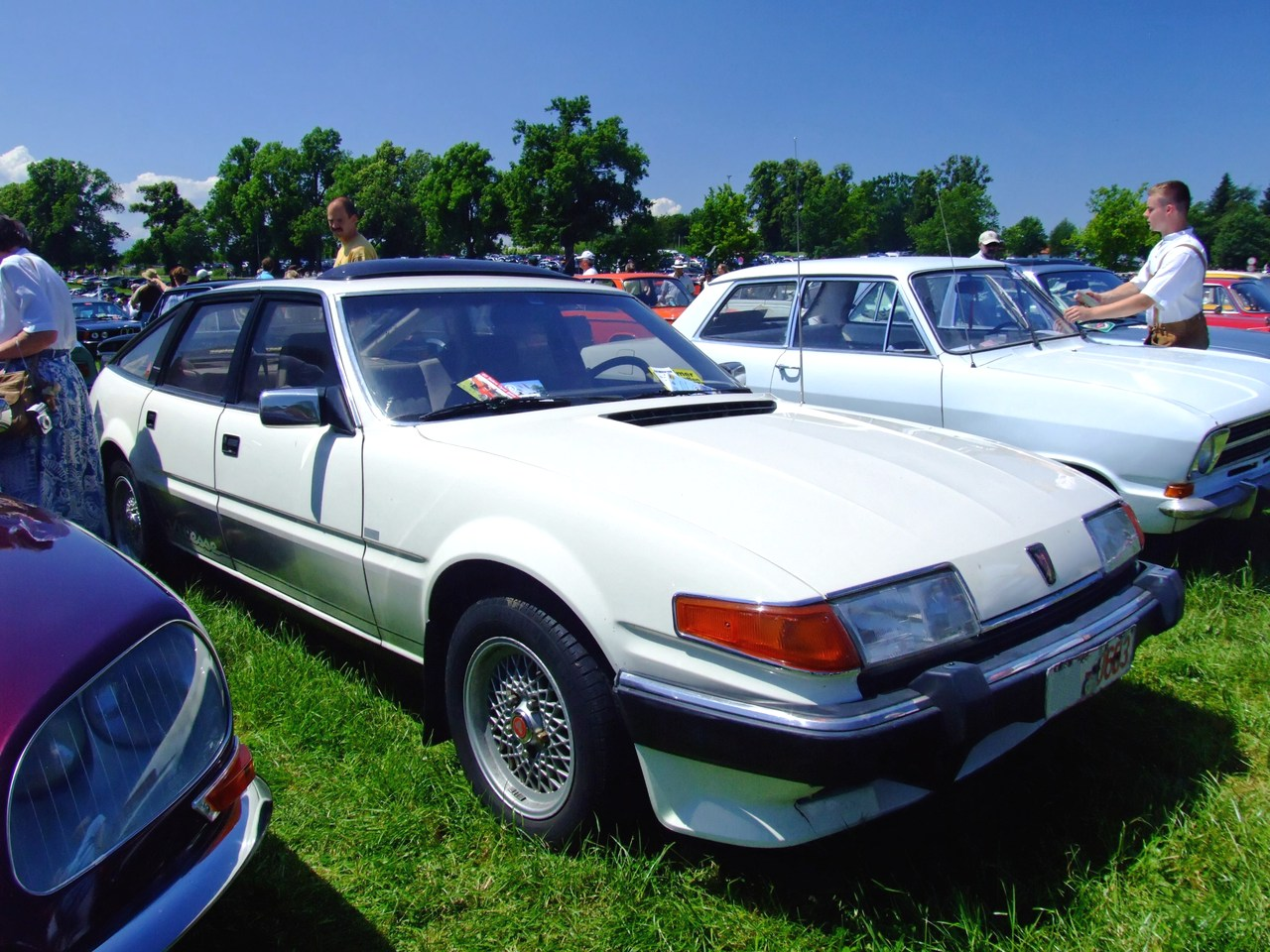
ローバー・SD1
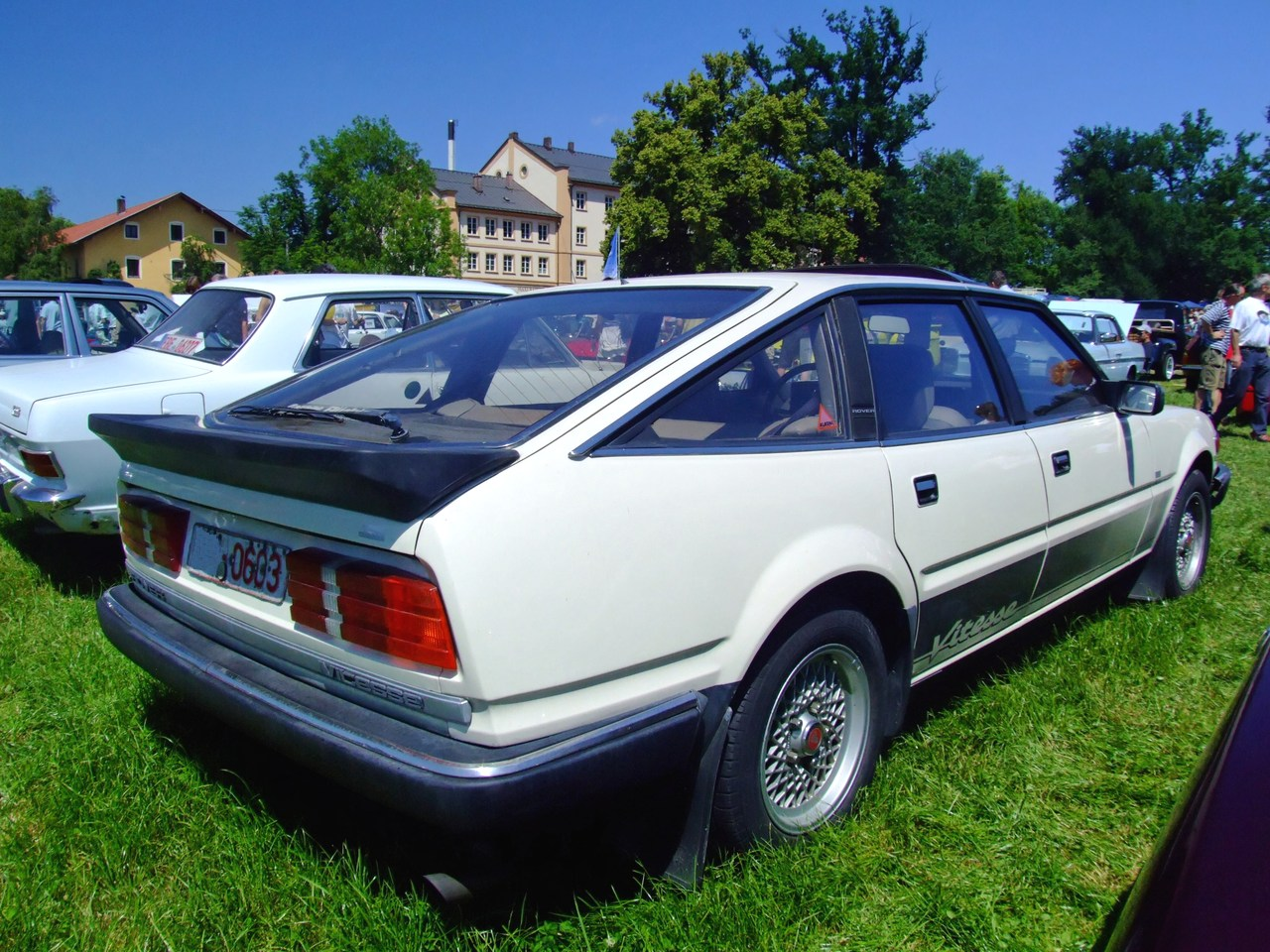
ローバー・SD1
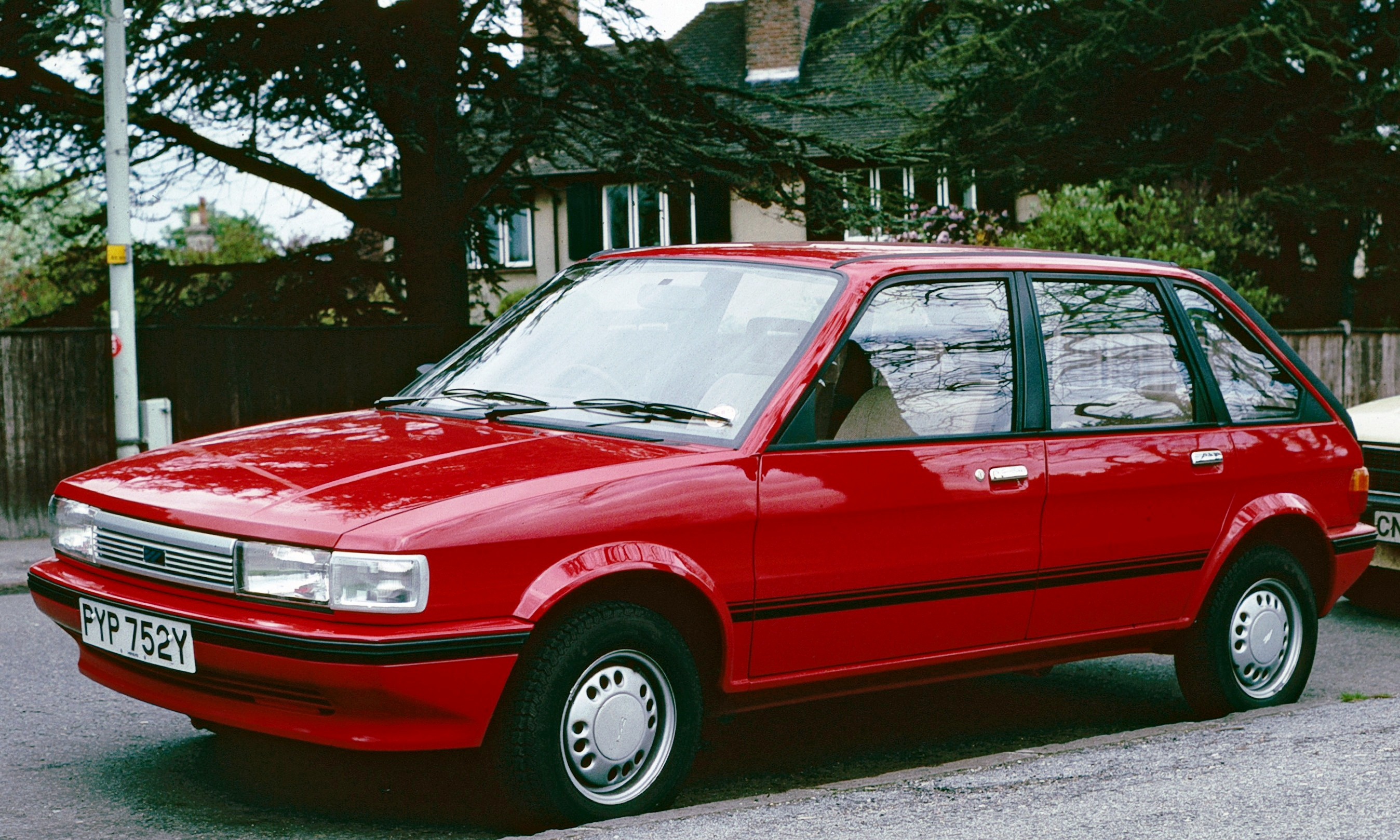
オースチン・マエストロ